# 2008년 하계 올림픽 수영
제29회 하계 올림픽 수영 경기는 2008년 8월 9일부터 8월 21일까지 중화인민공화국의 베이징에서 열렸다. 164개국 선수가 참가했다.

## 경기장
경기는 중화인민공화국 베이징에 있는 베이징 국가 수영 센터와 순이 올림픽 수상 공원에서 경기가 열렸다.
| 개최 도시 | 경기장                | 비고                    |
| --------- | --------------------- | ----------------------- |
| 베이징    | 베이징 국가 수영 센터 | 마라톤을 제외한 전 경기 |
| 베이징    | 순이 올림픽 수상 공원 | 10km 마라톤             |

## 세부 종목
2008년 하계 올림픽 수영의 세부 종목은 아래와 같다.
- 자유형 : 50m, 100m, 200m, 400m, 800m(여), 1500m(남)
- 배영 : 100m, 200m
- 평영 : 100m, 200m
- 접영 : 100m, 200m
- 개인혼영 : 200m, 400m
- 계영 : 400m, 800m
- 혼계영 : 400m
- 마라톤 : 10km

## 경기 일정
모든 시간은 중국 표준시 (UTC+8) 기준이다.
| 날짜            | 경기 (남자 종목)          | 경기 (여자 종목)          |
| --------------- | ------------------------- | ------------------------- |
| 2008년 8월 9일  | 남자 400m 자유형 예선     | 여자 100m 접영 예선       |
| 2008년 8월 9일  | 남자 100m 평영 예선       | 여자 400m 개인혼영 예선   |
| 2008년 8월 9일  | 남자 400m 개인혼영 예선   | 여자 400m 계영 예선       |
| 2008년 8월 10일 | 남자 400m 자유형 결선     | 여자 400m 자유형 예선     |
| 2008년 8월 10일 | 남자 200m 자유형 예선     | 여자 100m 배영 예선       |
| 2008년 8월 10일 | 남자 100m 배영 예선       | 여자 100m 평영 예선       |
| 2008년 8월 10일 | 남자 100m 평영 준결선     | 여자 100m 접영 준결선     |
| 2008년 8월 10일 | 남자 400m 개인혼영 결선   | 여자 400m 개인혼영 결선   |
| 2008년 8월 10일 | 남자 400m 계영 예선       | 여자 400m 계영 결선       |
| 2008년 8월 11일 | 남자 200m 자유형 준결선   | 여자 200m 자유형 예선     |
| 2008년 8월 11일 | 남자 100m 배영 준결선     | 여자 400m 자유형 결선     |
| 2008년 8월 11일 | 남자 100m 평영 결선       | 여자 100m 배영 준결선     |
| 2008년 8월 11일 | 남자 200m 접영 예선       | 여자 100m 평영 준결선     |
| 2008년 8월 11일 | 남자 400m 계영 결선       | 여자 100m 접영 결선       |
| 2008년 8월 11일 | 여자 200m 개인혼영 예선   |                           |
| 2008년 8월 12일 | 남자 100m 자유형 예선     | 여자 200m 자유형 준결선   |
| 2008년 8월 12일 | 남자 200m 자유형 결선     | 여자 100m 배영 결선       |
| 2008년 8월 12일 | 남자 100m 배영 결선       | 여자 100m 평영 결선       |
| 2008년 8월 12일 | 남자 200m 평영 예선       | 여자 200m 접영 예선       |
| 2008년 8월 12일 | 남자 200m 접영 준결선     | 여자 200m 개인혼영 준결선 |
| 2008년 8월 12일 | 남자 800m 계영 예선       |                           |
| 2008년 8월 13일 | 남자 100m 자유형 준결선   | 여자 200m 자유형 결선     |
| 2008년 8월 13일 | 남자 200m 배영 예선       | 여자 200m 평영 예선       |
| 2008년 8월 13일 | 남자 200m 평영 준결선     | 여자 200m 접영 준결선     |
| 2008년 8월 13일 | 남자 200m 접영 결선       | 여자 200m 개인혼영 결선   |
| 2008년 8월 13일 | 남자 200m 개인혼영 예선   | 여자 800m 계영 예선       |
| 2008년 8월 13일 | 남자 800m 계영 결선       |                           |
| 2008년 8월 14일 | 남자 100m 자유형 결선     | 여자 100m 자유형 예선     |
| 2008년 8월 14일 | 남자 50m 자유형 예선      | 여자 100m 자유형 준결선   |
| 2008년 8월 14일 | 남자 200m 배영 준결선     | 여자 800m 자유형 예선     |
| 2008년 8월 14일 | 남자 200m 평영 결선       | 여자 200m 배영 예선       |
| 2008년 8월 14일 | 남자 100m 접영 예선       | 여자 200m 평영 준결선     |
| 2008년 8월 14일 | 남자 200m 개인혼영 준결선 | 여자 200m 접영 결선       |
| 2008년 8월 14일 | 여자 800m 계영 결선       |                           |
| 2008년 8월 15일 | 남자 50m 자유형 준결선    | 여자 50m 자유형 예선      |
| 2008년 8월 15일 | 남자 1500m 자유형 예선    | 여자 100m 자유형 결선     |
| 2008년 8월 15일 | 남자 200m 배영 결선       | 여자 200m 배영 준결선     |
| 2008년 8월 15일 | 남자 100m 접영 준결선     | 여자 200m 평영 결선       |
| 2008년 8월 15일 | 남자 200m 개인혼영 결선   | 여자 400m 혼계영 예선     |
| 2008년 8월 15일 | 남자 400m 혼계영 예선     |                           |
| 2008년 8월 16일 | 남자 50m 자유형 결선      | 여자 50m 자유형 준결선    |
| 2008년 8월 16일 | 남자 100m 접영 결선       | 여자 800m 자유형 결선     |
| 2008년 8월 16일 | 여자 200m 배영 결선       |                           |
| 2008년 8월 17일 | 남자 1500m 자유형 결선    | 여자 50m 자유형 결선      |
| 2008년 8월 17일 | 남자 400m 혼계영 결선     | 여자 400m 혼계영 결선     |
| 2008년 8월 20일 |                           | 여자 10km 마라톤          |
| 2008년 8월 21일 | 남자 10km 마라톤          |                           |

## 메달 집계

### 최종 순위
| 순위 | 국가                 | 금메달 | 은메달 | 동메달 | 합계 |
| ---- | -------------------- | ------ | ------ | ------ | ---- |
| 1    | 미국 (USA)           | 12     | 9      | 10     | 31   |
| 2    | 오스트레일리아 (AUS) | 6      | 6      | 8      | 20   |
| 3    | 영국 (GBR)           | 2      | 2      | 2      | 6    |
| 4    | 일본 (JPN)           | 2      | 0      | 3      | 5    |
| 5    | 독일 (GER)           | 2      | 0      | 1      | 3    |
| 6    | 네덜란드 (NED)       | 2      | 0      | 0      | 2    |
| 7    | 중화인민공화국 (CHN) | 1      | 3      | 2      | 6    |
| 8    | 짐바브웨 (ZIM)       | 1      | 3      | 0      | 4    |
| 9    | 프랑스 (FRA)         | 1      | 2      | 3      | 6    |
| 10   | 러시아 (RUS)         | 1      | 1      | 2      | 4    |
| 11   | 대한민국 (KOR)       | 1      | 1      | 0      | 2    |
| 11   | 이탈리아 (ITA)       | 1      | 1      | 0      | 2    |
| 13   | 브라질 (BRA)         | 1      | 0      | 1      | 2    |
| 14   | 튀니지 (TUN)         | 1      | 0      | 0      | 1    |
| 15   | 헝가리 (HUN)         | 0      | 3      | 0      | 3    |
| 16   | 노르웨이 (NOR)       | 0      | 1      | 1      | 2    |
| 17   | 세르비아 (SRB)       | 0      | 1      | 0      | 1    |
| 17   | 슬로베니아 (SLO)     | 0      | 1      | 0      | 1    |
| 18   | 덴마크 (DEN)         | 0      | 0      | 1      | 1    |
| 18   | 오스트리아 (AUT)     | 0      | 0      | 1      | 1    |
| 18   | 캐나다 (CAN)         | 0      | 0      | 1      | 1    |
| 합계 | 합계                 | 34     | 34     | 36     | 104  |

### 메달리스트

#### 남자
| 종목                      | 금 | 금           | 은 | 은           | 동 | 동           |
| ------------------------- | --- | ------------ | --- | ------------ | --- | ------------ |
| 남자 50m 자유형 자세히    | 세자르 시엘루 필류 · 브라질 | 21.30 (OR)   | 아모리 르보 · 프랑스 | 21.45        | 알랭 베르나르 · 프랑스                                                                                         | 21.49        |
| 남자 100m 자유형 자세히   | 알랭 베르나르 · 프랑스 | 47.21        | 에이먼 설리번 · 오스트레일리아 | 47.32        | 제이슨 리잭 · 미국 · 세자르 시엘루 필류 · 브라질                                                               | 47.67        |
| 남자 200m 자유형 자세히   | 마이클 펠프스 · 미국 | 1:42.96 (WR) | 박태환 · 대한민국 | 1:44.85 (AS) | 피터 밴더케이 · 미국                                                                                           | 1:45.14      |
| 남자 400m 자유형 자세히   | 박태환 · 대한민국 | 3:41.86 (AS) | 장린 · 중화인민공화국 | 3:42.44      | 라슨 젠슨 · 미국                                                                                               | 3:42.78 (AM) |
| 남자 1500m 자유형 자세히  | 우사마 멜룰리 · 튀니지 | 14:40.84     | 그랜트 해킷 · 오스트레일리아 | 14:41.53     | 라이언 코크런 · 캐나다                                                                                         | 14.42.69     |
| 남자 100m 배영 자세히     | 에런 피어솔 · 미국 | 52.54 (WR)   | 맷 그리버스 · 미국 | 53.11        | 아르카디 뱌트차닌 · 러시아 · 헤이든 스톡클 · 오스트레일리아                                                    | 53.18        |
| 남자 200m 배영 자세히     | 라이언 록티 · 미국 | 1:53.94 (WR) | 에런 피어솔 · 미국 | 1:54.33      | 아르카디 뱌트차닌 · 러시아                                                                                     | 1:54.93      |
| 남자 100m 평영 자세히     | 기타지마 고스케 · 일본 | 58.91 (WR)   | 알렉산데르 달레 오엔 · 노르웨이 | 59.20        | 위그 뒤보스크 · 프랑스                                                                                         | 59.37        |
| 남자 200m 평영 자세히     | 기타지마 고스케 · 일본 | 2:07.64 (OR) | 브렌턴 리카드 · 오스트레일리아 | 2:08.88 (OC) | 위그 뒤보스크 · 프랑스                                                                                         | 2:08.94      |
| 남자 100m 접영 자세히     | 마이클 펠프스 · 미국 | 50.58 (OR)   | 밀로라드 카비치 · 세르비아 | 50.59        | 앤드루 로터스타인 · 오스트레일리아                                                                             | 51.12        |
| 남자 200m 접영 자세히     | 마이클 펠프스 · 미국 | 1:52.03 (WR) | 라슬로 체흐 · 헝가리 | 1:52.70 (ER) | 마쓰다 다케시 · 일본                                                                                           | 1:52.97 (AS) |
| 남자 200m 개인혼영 자세히 | 마이클 펠프스 · 미국 | 1:54.23 (WR) | 라슬로 체흐 · 헝가리 | 1:56.52 (ER) | 라이언 록티 · 미국                                                                                             | 1:56.53      |
| 남자 400m 개인혼영 자세히 | 마이클 펠프스 · 미국 | 4:03.84 (WR) | 라슬로 체흐 · 헝가리 | 4:06.16 (ER) | 라이언 록티 · 미국                                                                                             | 4:08.09      |
| 남자 400m 계영 자세히     | 미국 (USA) · 마이클 펠프스 · 개릿 웨버게일 · 컬런 존스 · 제이슨 리잭 · 네이선 에이드리언* · 벤저민 와일드먼토브리너* · 맷 그리버스* | 3:08.24 (WR) | 프랑스 (FRA) · 아모리 르보 · 파비앵 질로 · 프레데리크 부스케 · 알랭 베르나르 · 그레고리 말레* · 보리스 스테메츠*                                   | 3:08.32 (ER) | 오스트레일리아 (AUS) · 에이먼 설리번 · 앤드루 로터스타인 · 애슐리 캘러스 · 맷 타깃 · 리 브로디* · 패트릭 머피* | 3:09.91 (OC) |
| 남자 800m 계영 자세히     | 미국 (USA) · 마이클 펠프스 · 라이언 록티 · 리키 베런스 · 피터 밴더케이 · 클리트 켈러* · 에릭 벤트* · 데이비드 월터스*               | 6:58.56 (WR) | 러시아 (RUS) · 니키타 로빈체프 · 예브게니 라구노프 · 다닐라 이조토프 · 알렉산드르 수호루코프 · 미하일 폴리슈추크*                                  | 7:03.70 (ER) | 오스트레일리아 (AUS) · 패트릭 머피 · 그랜트 해킷 · 그랜트 브리츠 · 닉 프로스트 · 리스 브로디* · 커크 파머*     | 7:04.98      |
| 남자 400m 혼계영 자세히   | 미국 · 에런 피어솔 · 브랜던 핸슨 · 마이클 펠프스 · 제이슨 리잭 · 맷 그리버스* · 마크 갱글로프* · 이언 크로퍼* · 개릿 웨버게일*      | 3:29.34 (WR) | 오스트레일리아 · 헤이든 스토클 · 브렌턴 리카드 · 앤드루 로터스타인 · 에이먼 설리번 · 애슐리 덜레이니* · 크리스천 스프렌저* · 애덤 파인* · 맷 타깃* | 3:30.04 (OC) | 일본 · 미야시타 주니치 · 기타지마 고스케 · 후지이 다쿠로 · 사토 히사요시                                       | 3:31.18 (AS) |
| 남자 10km 마라톤 자세히   | 마르턴 판데르베이덴 · 네덜란드 | 1:51:51.6    | 데이비드 데이비스 · 영국 | 1:51:53.1    | 토마스 루르츠 · 독일                                                                                           | 1:51:53.6    |

#### 여자
| 종목                      | 금 | 금             | 은 | 은           | 동 | 동           |
| ------------------------- | --- | -------------- | --- | ------------ | --- | ------------ |
| 여자 50m 자유형 자세히    | 브리타 슈테펜 · 독일 | 24.06 (OR, ER) | 데어라 토러스 · 미국 | 24.07 (AM)   | 케이트 캠벨 · 오스트레일리아                                                                                    | 24.17        |
| 여자 100m 자유형 자세히   | 브리타 슈테펜 · 독일 | 53.12 (OR)     | 리즈베스 트리킷 · 오스트레일리아 | 53.16        | 내털리 코글린 · 미국                                                                                            | 53.39 (AM)   |
| 여자 200m 자유형 자세히   | 페데리카 펠레그리니 · 이탈리아 | 1:54.82 (WR)   | 사라 이사코비치 · 슬로베니아 | 1:54.97      | 팡자잉 · 중화인민공화국                                                                                         | 1:55.05 (AS) |
| 여자 400m 자유형 자세히   | 리베카 애들링턴 · 영국 | 4:03.22        | 케이티 호프 · 미국 | 4:03.29      | 조앤 잭슨 · 영국                                                                                                | 4:03.52      |
| 여자 800m 자유형 자세히   | 리베카 애들링턴 · 영국 | 8:14.10 (WR)   | 알레시아 필리피 · 이탈리아 | 8:20.23      | 로테 프리스 · 덴마크                                                                                            | 8:23.03      |
| 여자 100m 배영 자세히     | 내털리 코글린 · 미국 | 58.96          | 커스티 코번트리 · 짐바브웨 | 59.19        | 마거릿 홀저 · 미국                                                                                              | 59.34        |
| 여자 200m 배영 자세히     | 커스티 코번트리 · 짐바브웨 | 2:05.24 (WR)   | 마거릿 홀저 · 미국 | 2:06.23      | 나카무라 레이코 · 일본                                                                                          | 2:07.13 (AS) |
| 여자 100m 평영 자세히     | 리즐 존스 · 오스트레일리아 | 1:05.17 (OR)   | 리베카 소니 · 미국 | 1:06.73      | 미르나 유키치 · 오스트리아                                                                                      | 1:07.34      |
| 여자 200m 평영 자세히     | 리베카 소니 · 미국 | 2:20.22 (WR)   | 리즐 존스 · 오스트레일리아 | 2:22.05      | 사라 노르덴스탬 · 노르웨이                                                                                      | 2:23.02 (ER) |
| 여자 100m 접영 자세히     | 리즈베스 트리킷 · 오스트레일리아 | 56.73 (OC)     | 크리스틴 매그너슨 · 미국 | 57.10        | 제시카 시퍼 · 오스트레일리아                                                                                    | 57.25        |
| 여자 200m 접영 자세히     | 류쯔거 · 중화인민공화국 | 2:04.18 (WR)   | 자오류양 · 중화인민공화국 | 2:04.72      | 제시카 시퍼 · 오스트레일리아                                                                                    | 2:06.26      |
| 여자 200m 개인혼영 자세히 | 스테퍼니 라이스 · 오스트레일리아 | 2:08.45 (WR)   | 커스티 코번트리 · 짐바브웨 | 2:08.59 (AF) | 내털리 코글린 · 미국                                                                                            | 2:10.34      |
| 여자 400m 개인혼영 자세히 | 스테퍼니 라이스 · 오스트레일리아 | 4:29.45 (WR)   | 커스티 코번트리 · 짐바브웨 | 4:29.89 (AF) | 케이티 호프 · 미국                                                                                              | 4:31.71      |
| 여자 400m 계영 자세히     | 네덜란드 (NED) · 잉어 데커르 · 라노미 크로모비조요 · 펨커 헤임스커르크 · 마를레인 펠드휘스 · 힝켈린 슈뢰더르* · 마논 판로이언*                       | 3:33.76 (OR)   | 미국 (USA) · 내털리 코글린 · 레이시 나이마이어 · 카라 린 조이스 · 데어라 토러스 · 에밀리 시봄* · 줄리아 스밋*                                           | 3:34.33 (AM) | 오스트레일리아 (AUS) · 케이트 캠벨 · 앨리스 밀스 · 멜라니 슐랭어 · 리즈베스 트리킷 · 셰인 리스*                 | 3:35.05 (OC) |
| 여자 800m 계영 자세히     | 오스트레일리아 · 스테퍼니 라이스 · 브론테 배럿 · 카일리 폴머 · 린다 매켄지 · 라라 데이븐포트* · 펄리시티 갤베즈* · 앤지 베인브리지* · 멜러니 슐랭어* | 7:44.31 (WR)   | 중화인민공화국 · 양위 · 주찬웨이 · 탄미아오 · 팡자잉 · 탕징지*                                                                                          | 7:45.93 (AS) | 미국 · 앨리슨 슈밋 · 내털리 코글린 · 캐롤라인 버클 · 케이티 호프 · 크리스틴 마셜* · 킴 밴던버그* · 줄리아 스밋* | 7:46.33 (AM) |
| 여자 400m 혼계영 자세히   | 오스트레일리아 · 에밀리 시봄 (OC) · 리즐 존스 · 제시카 시퍼 · 리즈베스 트리켓 · 타니 화이트* · 펄리시티 갤베즈* · 셰인 리스*                         | 3:52.69 (WR)   | 미국 · 내털리 코글린 (AM) (lead-off) · 리베카 소니 · 크리스틴 매그너슨 · 데어라 토러스 · 마거릿 홀저* · 메건 젠드릭* · 일레인 브리든* · 카라 린 조이스* | 3:53.30 (AM) | 중화인민공화국 · 자오징 · 쑨예 · 저우야페이 · 팡자잉 · 쉬톈룽쯔*                                                | 3:56.11 (AS) |
| 여자 10km 마라톤 자세히   | 라리사 일리첸코 · 러시아 | 1:59:27.7      | 케리 앤 페인 · 영국 | 1:59:29.2    | 커샌드라 페턴 · 영국                                                                                            | 1:59:31.0    |

* 예선에만 참가한 선수